# Ćpun (powieść)
Ćpun (ang. Junk) – powieść dla młodzieży, autorstwa angielskiego pisarza Melvina Burgessa. Po raz pierwszy została wydana w 1996 roku. Opowieść o ucieczce z domu i powolnym zatracaniu się grupy nastolatków w świecie heroiny.

## Fabuła utworu
Akcja powieści toczy się w latach osiemdziesiątych. Główni bohaterowie, para czternastolatków, Gemma i jej chłopak Smółka, borykają się z samotnością i niezrozumieniem. W poszukiwaniu szansy na urzeczywistnienie swojej miłości, zniechęceni nudą małomiasteczkowego życia, buntują się, porzucają rodzinne domy i postanawiają wyjechać do Bristolu. Tam trafiają do środowiska ludzi żyjących w squatach. Zostają tam dobrze przyjęci i nawiązują się przyjaźnie. Obydwoje odnajdują tam swój nowy dom. Niektórzy z ich nowych przyjaciół biorą heroinę. Gemma i Smółka również zaczynają zażywać heroinę i popadają w uzależnienie, chociaż początkowo nie zdają sobie z tego sprawy. W świecie heroiny gotowi są zrobić wszystko, by ją zdobyć, kraść, żebrać, a nawet sprzedawać własne ciało. Próby uwolnienia się od nałogu kończą się niepowodzeniem.
W każdym rozdziale świat i wydarzenia opisywane są z perspektywy innego bohatera (ang. termin polyphony), czasami te same wydarzenia i sytuacje opisywane są wielokrotnie z różnych punktów widzenia.

## Nagrody i nominacje
Ćpun zdobył w 1997 roku dwie brytyjskie nagrody literackie przyznawane w kategorii literatury młodzieżowej: Carnegie Medal i Nagrodę Literacką Dziennika Guardian; prawa do książki zakupili wydawcy z ponad 20 krajów. W rankingu popularności literatury obcej w Polsce w 1999 roku Ćpun osiągnął piąte miejsce.